# 歐洲金融穩定基金
歐洲金融穩定基金（EFSF）是為了應對歐洲主權債務危機所特设的基金組織(即壞帳銀行)，由歐元區成員國提供資金，以解決歐洲主權債務危機。由歐元區27個成員國同意設立於二零一零年五月九日，以維護歐洲金融穩定，並提供財政援助以帮助歐元區國家解決經濟困難的目標。該基金的總部设立于盧森堡市。債券管理服務與行政支持，該基金由歐洲投資銀行提供服務水平合同。